# 浮島町公園

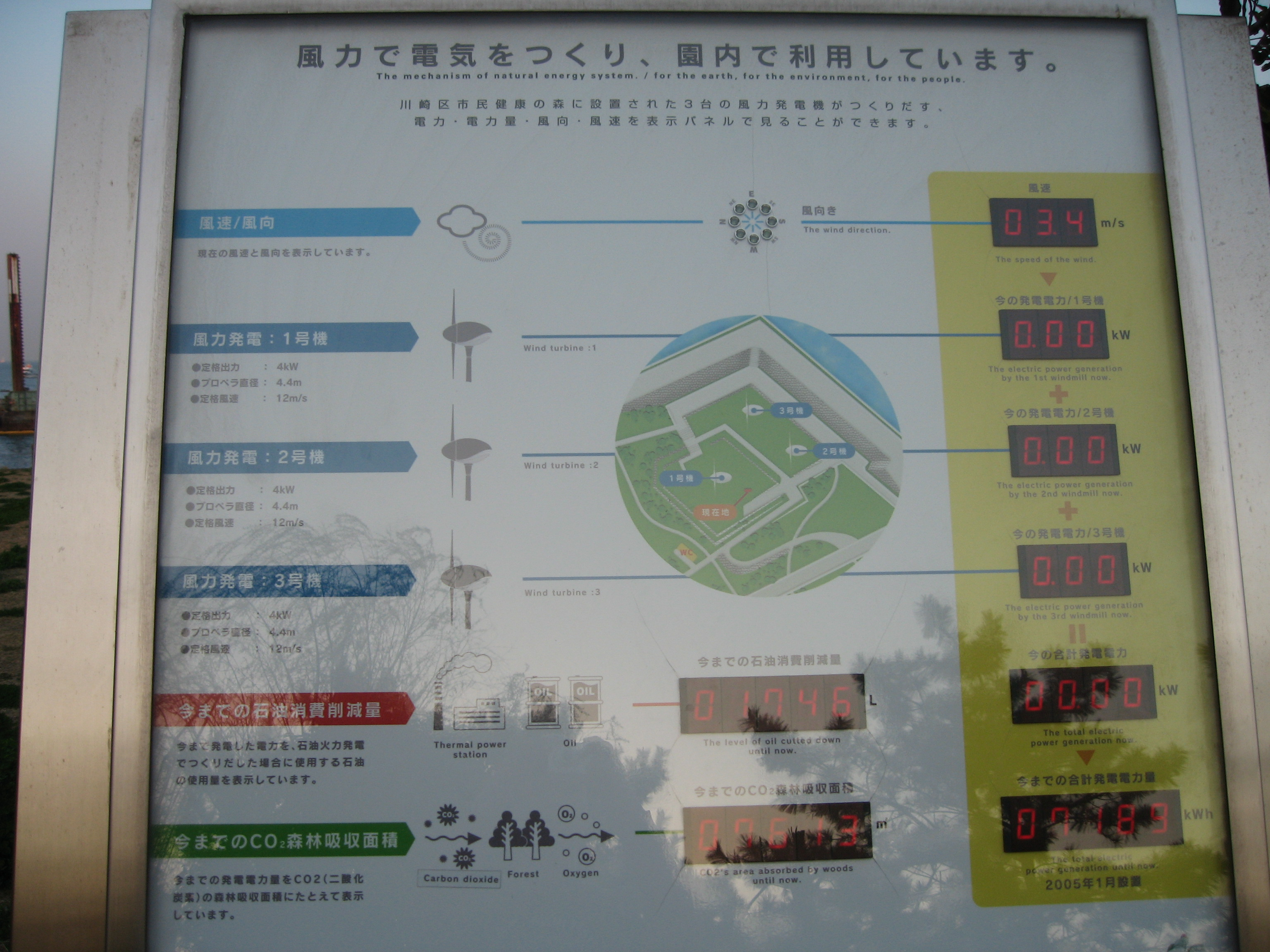
風車の発電量が表示されている電光掲示板。2007年3月29日撮影。

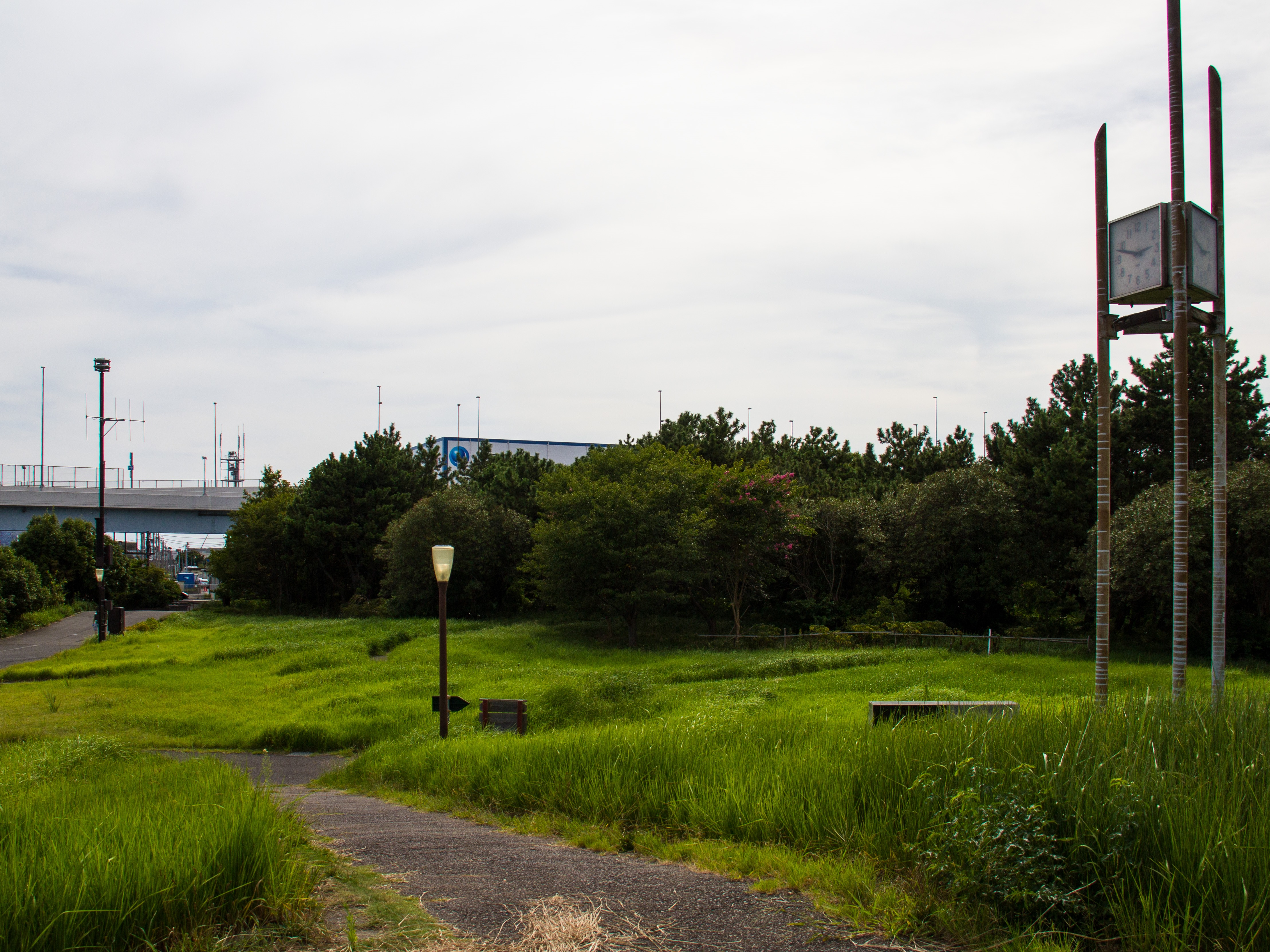
公園内の広場

浮島町公園（うきしまちょうこうえん）は、神奈川県川崎市川崎区浮島町にある都市公園（近隣公園）。海風の森や、川崎区市民健康の森と呼称されることもある。

## 概要
元々は首都高速道路公団（当時）が運営していたキューブ浮島というミラービルの情報展示施設があったが、取り壊されて跡地には発電用風車が建てられた。公園の管理は、「海風の森をMAZUつくる会」に委任されている。この会により、雑草取りや木々の剪定、花壇の手入れなどが行われている。風車が3基設置されていたが2022年頃に撤去された。ほか、芝生や森林、ビオトープなどが設置されている。また、川崎市が取り組んでいるヒートアイランド現象を食い止める取り組みの一環として植林作業が行われている。
羽田空港の滑走路を離着陸する飛行機を間近で見学する事が出来る。そのため、家族連れや航空ファンが訪れ、スポッティングや撮影が行われる。
かつては小規模ながら駐車場が設置されていたが、放置車両が増えたために廃止された。
令和元年房総半島台風の影響により、隣接護岸に大規模な損傷を受けたため、令和元年9月9日から一時閉鎖されていた。令和2年10月1日から再開された。
しかし、同時に閉鎖された隣接する浮島つり園は再開することなく、令和7年4月1日に閉園された
。

## 交通
- 川崎鶴見臨港バス - 川03系統
  - 浮島町公園入口バス停より徒歩2分。
- 東京湾アクアライン高速バス（川崎鶴見臨港バス・日東交通・小湊鉄道：木更津方面から）
  - 浮島バスターミナルより徒歩5分程度。[4]

東京湾アクアライン・首都高速湾岸線の浮島出入口から見える距離である。

## その他
- 釣り桟橋に隣接している。駐輪場やバスが停車できる空間もある。
- 公園内にいかりが置かれているが、説明などの看板はない。

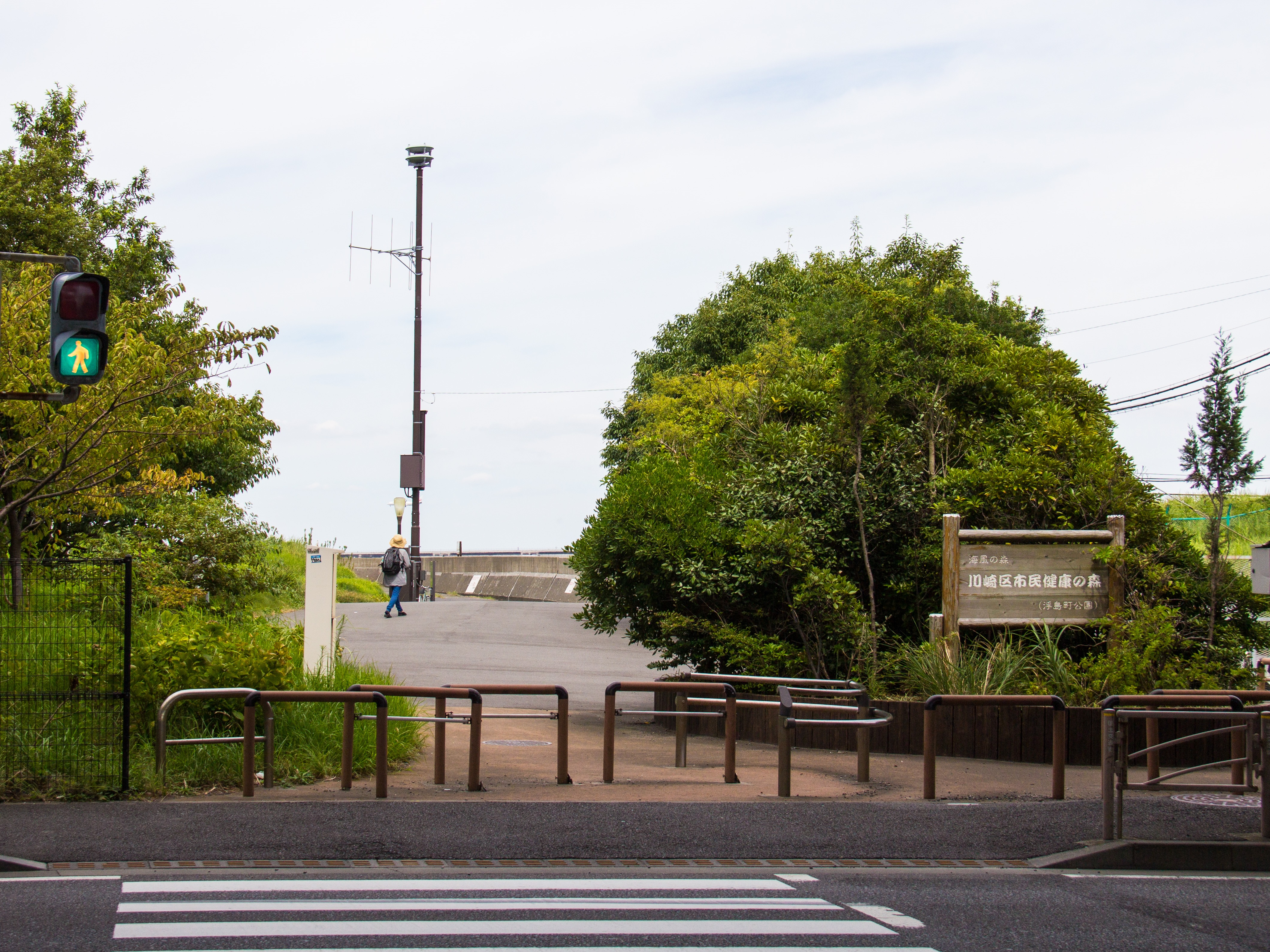
公園入り口
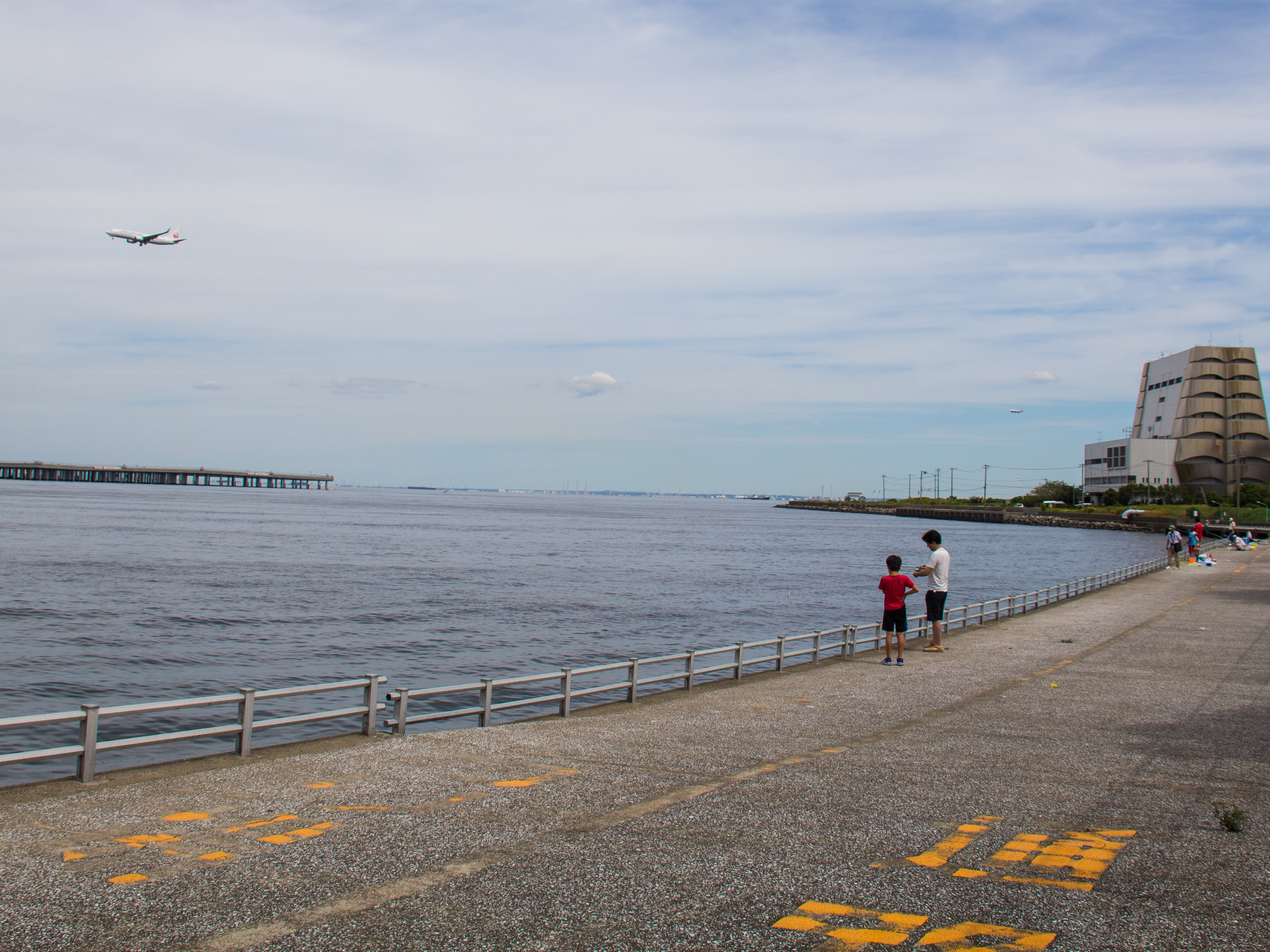
川崎浮島つり園（閉園）
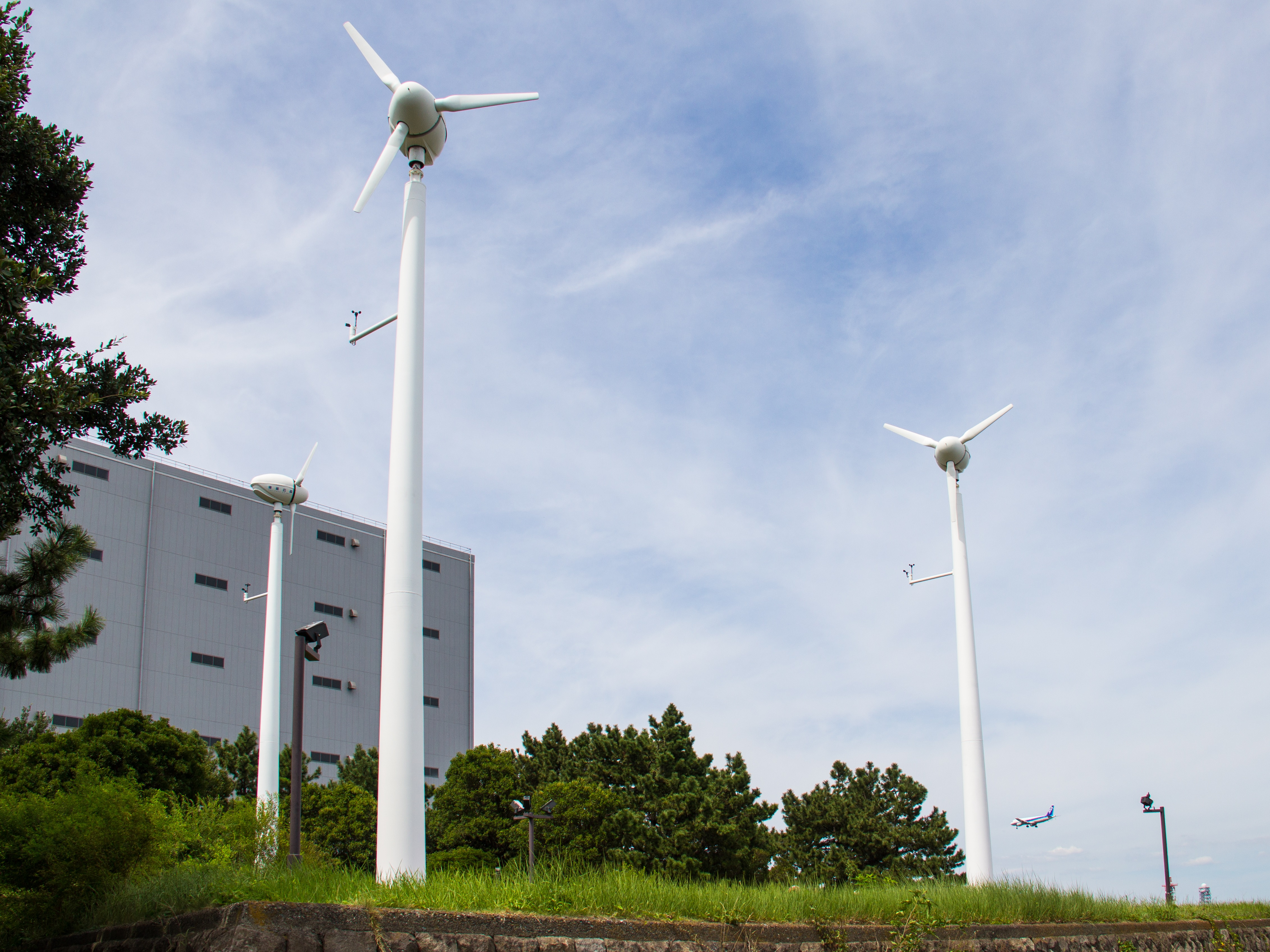
3基の風車
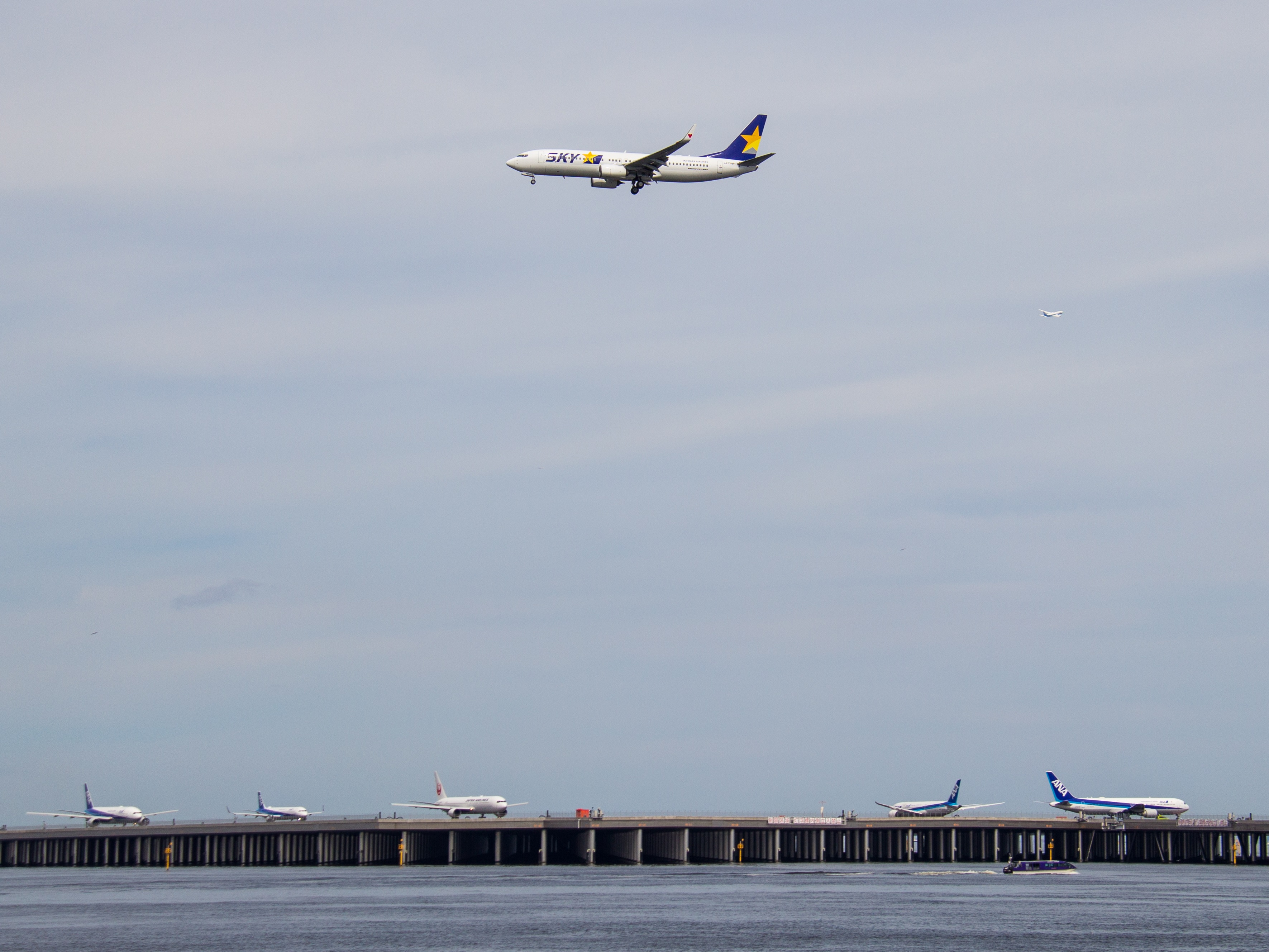
羽田空港D滑走路
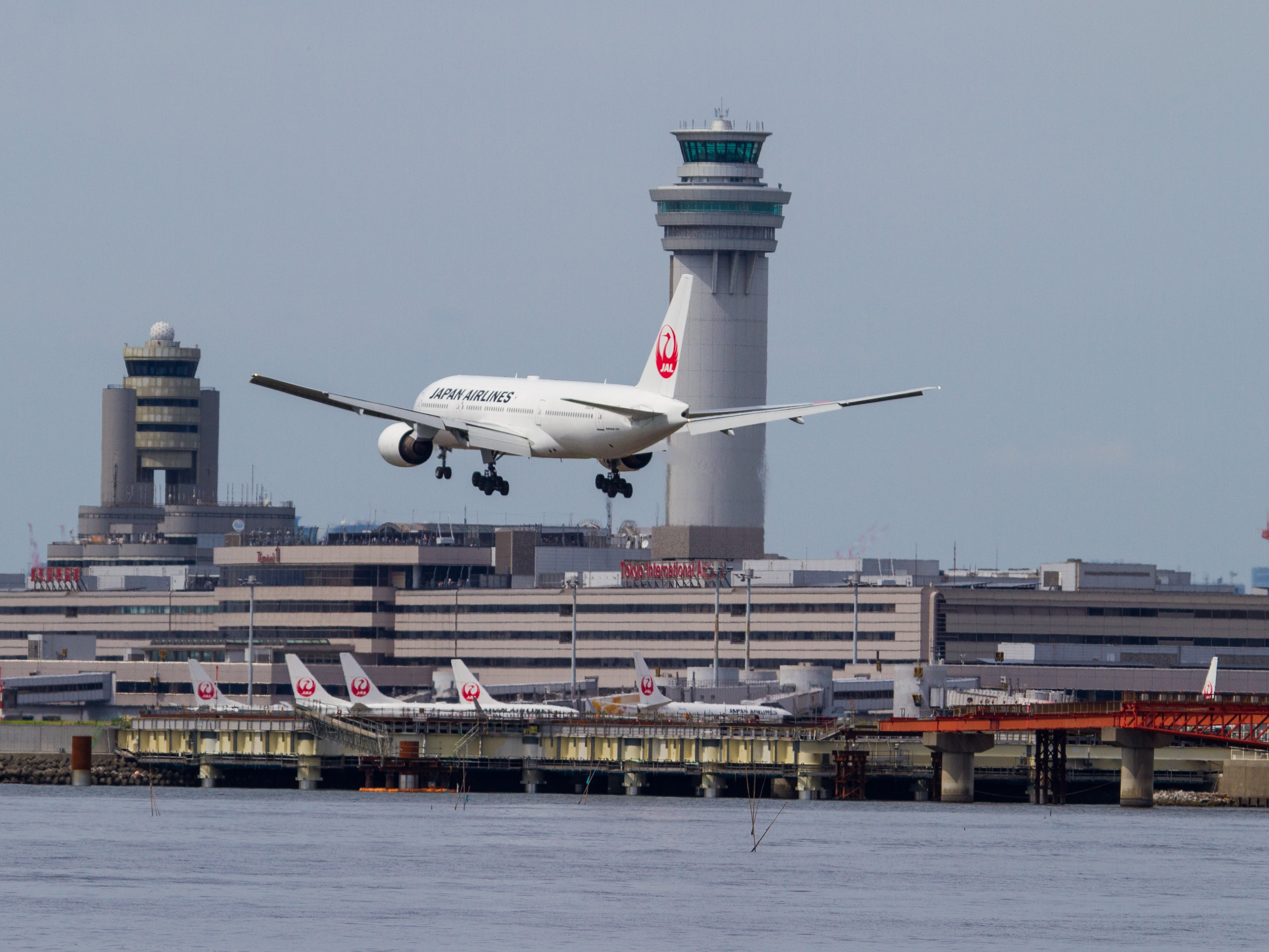
着陸機
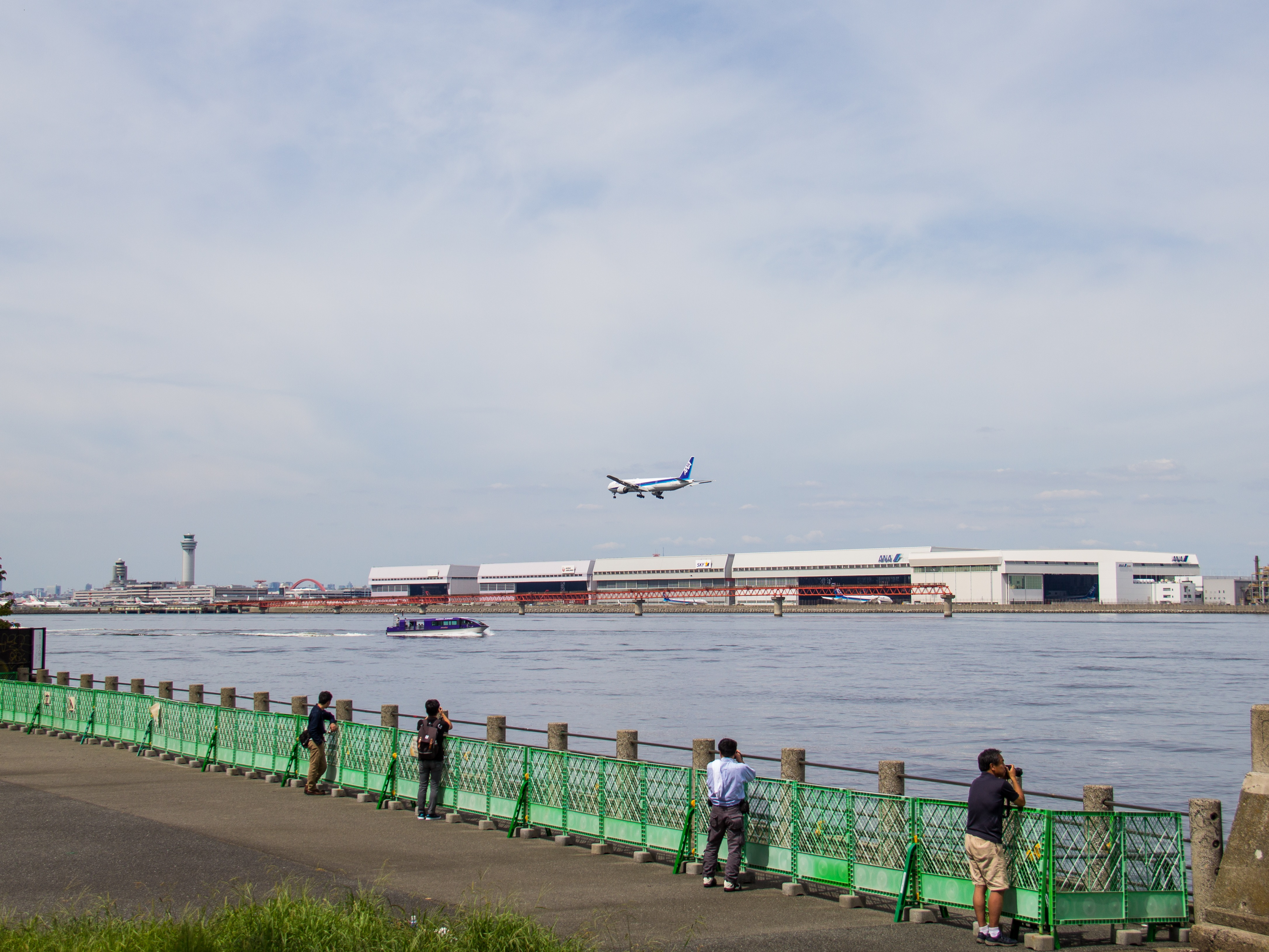
航空機撮影ポイント
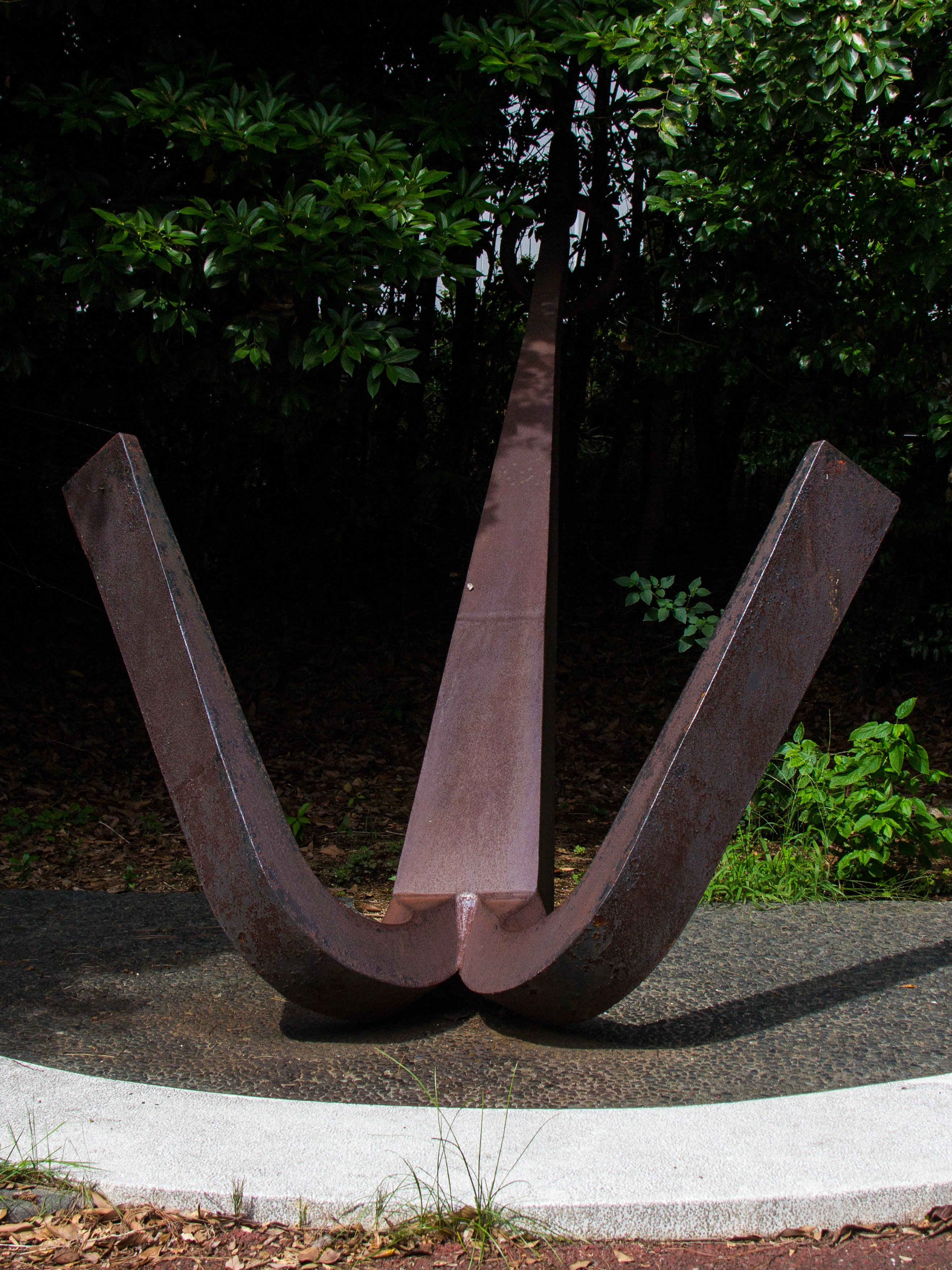
公園に置かれている錨